# Zodariellum cirrisulcatum
Zodariellum cirrisulcatum là một loài nhện trong họ Zodariidae.
Loài này thuộc chi Zodariellum. Zodariellum cirrisulcatum được J. Denis miêu tả năm 1952.